# Cabildo Metropolitano de Caracas
El Cabildo Metropolitano de Caracas fue uno de los dos órganos de gobierno del Distrito Metropolitano de Caracas. El Cabildo era una institución municipal formada por 13 concejales que representaban a los habitantes del Distrito. Emitía ordenanzas que se aplicaban en el Municipio Libertador del Distrito Capital y en los municipios Baruta, Chacao, El Hatillo, y Sucre del Estado Miranda.

## Naturaleza
A diferencia de los Estados que forman la República, que poseen un Consejo Legislativo el Distrito Metropolitano no contaba con poderes, sino con órganos de gobierno, esto debido a que no era una entidad federal, sino un organismo de coordinación municipal, El artículo 18 de la Constitución de Venezuela de 1999 señala que el gobierno del Distrito Metropolitano tenía funciones de coordinación sobre los municipios que formen el área metropolitana de Caracas el mismo fue creado en 1808.
Sin embargo es importante aclarar que la potestad legislativa en los municipios Chacao, Baruta, Sucre y El Hatillo la tiene el Consejo Legislativo del Estado Bolivariano de Miranda, mientras que en el Distrito Capital la tiene directamente la Asamblea Nacional.

## Origen
La creación de dicho Cabildo tiene su base en la Constitución Nacional de 1999 y Ley del Distrito Metropolitano, Con anterioridad a ese año, el Congreso de la República, el cual estaba compuesto por representantes de todos los Estados de la República y al que el Distrito Federal únicamente aportaba un número mínimo de Diputados y Senadores, se encargaba en su totalidad de la legislación referente al antiguo Distrito Federal. Esta situación originó que los ciudadanos del Distrito Federal estuvieran gobernados por representantes que correspondían a distintas entidades.
De hecho de no existía puesto de elección popular que gobernara el Distrito Federal, que fuera elegido por voto exclusivo de los ciudadanos del Distrito Federal. El gobierno de la ciudad, estaba a cargo del Gobernador del Distrito Federal, quien era designado directamente por el presidente de la República. 
En 1999, mediante la aprobación en referéndum de la nueva Constitución, la Asamblea Constituyente creó varias figuras legales nuevas entre ellas la de los Distrito Metropolitanos que debían ser creados mediante la aprobación de leyes.
Eliminó el Distrito Federal (reemplazado por el Distrito Capital) y creó mediante las leyes respectivas 2 distritos metropolitanos (el de Caracas y el del Alto apure), el de Caracas sería electo de manera directa por los ciudadanos de los cinco Municipios del área metropolitana. Asimismo, se creó el órgano legislativo del Distrito Metropolitano o Alcaldía Mayor.
A pesar de las facultades del Cabildo, este no tiene atribuciones para redactar leyes (derecho que si tienen los estados) sino ordenanzas o acuerdos, ni puede redactar una constitución propia (su organización es regulada mediante ley nacional), la Asamblea Nacional se reserva en la constitución el derecho a legislar respecto al Distrito Metropolitano. Incluso, la Ley del Distrito Metropolitano de Caracas, la cual es la que regula la organización política de la Alcaldía Mayor, constituye una ley que fue aprobada por la Asamblea Nacional.
Esta reforma constitucional dio lugar a las elecciones para puestos de elección popular en el Distrito en el 2000.

## Cabildo Metropolitano 2004-2008
En las elecciones de octubre de 2004 la alianza oficialista entre Podemos (para ese entonces aliado del MVR) y el MVR obtuvo mayoría absoluta al conseguir 11 de 13 concejales en disputa, la oposición obtuvo 2 concejales.
- Podemos: 7 concejales (por voto nominal)
- MVR: 4 concejales (por voto lista)
- AD: 1 concejal (por voto lista)
- Primero Justicia 1 concejal (por voto nominal)

Estos resultados le permitieron al Alcalde Mayor Juan Barreto gobernar con mayoría durante su gestión.

## Cabildo Metropolitano 2008-2012
El actual cabildo electo el 23 de noviembre de 2008, está constituido por 13 concejales los cuales fueron escogidos mediante el voto directo de los ciudadanos en representación de cada uno de los Municipios del Distrito; 8 concejales pertenecen a la oposición y 5 al oficialismo.
- Primero Justicia: 4 concejales (por voto nominal)
- PSUV: 3 concejales (por voto lista)
- UVE: 2 concejales (por voto nominal) (Morocha Oficialista)
- UNPARVE: 2 concejales (por voto lista) (Morocha Opositora)
- UNT: 2 concejales (por voto nominal)

## Cabildo Metropolitano 2013-2017
El actual cabildo electo el 8 de diciembre de 2013, está constituido por 13 concejales los cuales fueron escogidos mediante el voto directo de los ciudadanos en representación de cada uno de los Municipios del Distrito; 8 concejales pertenecen a la oposición y 5 al oficialismo.
- Primero Justicia: 5 concejales (por voto nominal)
- PSUV: 5 concejales (por voto nominal y voto lista)
- UNT: 1 concejal (por voto nominal)
- VP: 1 concejal (por voto lista)
- AD: 1 concejal (por voto nominal)

| N.º | Concejal Metropolitano                 | Partido actual     | Partido original     | Representación                                                                                  |
| --- | -------------------------------------- | ------------------ | -------------------- | ----------------------------------------------------------------------------------------------- |
| 1   | Máximo Sánchez                         | Primero Justicia   | Primero Justicia     | Distrito Metropolitano (Voto Lista)                                                             |
| 2   | Gladys Castillo/ Freddy Guevara        | Voluntad Popular   | Voluntad Popular     | Distrito Metropolitano (Voto Lista)                                                             |
| 3   | Adolfo Padrón/ Alfredo Chrinos         | Acción Democrática | Acción Democrática   | Parroquias El Recreo, Chacao, El Cafetal, Las Minas de Baruta, Baruta y El Hatillo (Circuito 4) |
| 4   | José Gregorio Caribas/Oscar González F | Un Nuevo Tiempo    | Un Nuevo Tiempo      | Parroquias La Pastora, Altagracia, San Bernardino, San José, Catedral y Candelaria (Circuito 3) |
| 5   | Alejandro Vivas                        | Primero Justicia   | Primero Justicia     | Municipio Sucre (Circuito 5)                                                                    |
| 6   | Edinson Ferrer/ Reinaldo Sifuentes     | Primero Justicia   | Avanzada Progresista | Municipio Sucre (Circuito 5)                                                                    |
| 7   | Guillermo Arocha/ Alicia Figueroa      | Primero Justicia   | Primero Justicia     | Parroquias El Recreo, Chacao, El Cafetal, Las Minas de Baruta, Baruta y El Hatillo (Circuito 4) |
| 8   | Alí Mansour Landaeta                   | Primero Justicia   | Primero Justicia     | Parroquias Santa Teresa, El Paraíso y La Vega (Circuito 7)                                      |
| 1   | Jimmy Gudiño                           | PSUV               | PSUV                 | Parroquias Antímano, Caricuao, El Junquito y Macarao (Circuito 1)                               |
| 2   | Alí A. Primera                         | PSUV               | PSUV                 | Parroquias Sucre, 23 de Enero y San Juan (Circuito 2)                                           |
| 3   | Vladimira Moreno                       | PSUV               | PSUV                 | Parroquias Sucre, 23 de Enero y San Juan (Circuito 2)                                           |
| 4   | Alexander Aranguren                    | PSUV               | PSUV                 | Parroquias San Agustín, San Pedro, Santa Rosalía, El Valle y Coche (Circuito 6)                 |
| 5   | Alexander Nebreda                      | PSUV               | PSUV                 | Distrito Metropolitano (Voto Lista)                                                             |